# Liste der denkmalgeschützten Objekte in Zvolenská Slatina
Die Liste der denkmalgeschützten Objekte in Zvolenská Slatina enthält die elf nach slowakischen Denkmalschutzvorschriften geschützten Objekte in der Gemeinde Zvolenská Slatina im Okres Zvolen.

## Denkmäler
| Foto |                 | Denkmal / č. ÚZPF                                              | Standort / Konskr. Nr.                                            | Offizielle Beschreibung                  | Beschreibung                                               | Metadaten                                                                   |
| ---- | --------------- | -------------------------------------------------------------- | ----------------------------------------------------------------- | ---------------------------------------- | ---------------------------------------------------------- | --------------------------------------------------------------------------- |
| ja   | Datei hochladen | Getreidespeicher(sk) ObjektID: 611-10980/0                     | Malá strana ul. 2 Standort KG: Zvolenská Slatina Konskr.Nr.: 273  | murovaná                                 |                                                            | č. NKP: 611-10980/0 Stand des NKP: 2012-02-08 Name: SÝPKA                   |
| ja   | Datei hochladen | Gebäude in regionaltypischem Baustil(sk) ObjektID: 611-11238/1 | Malá Strana ul. 10 Standort KG: Zvolenská Slatina Konskr.Nr.: 277 | kamen                                    |                                                            | č. NKP: 611-11238/1 Stand des NKP: 2012-02-08 Name: DOM LUDOVÝ              |
| ja   | Datei hochladen | Wirtschaftsgebäude(sk) ObjektID: 611-11238/2                   | Malá Strana ul. 10 Standort KG: Zvolenská Slatina Konskr.Nr.: 277 | kamen                                    |                                                            | č. NKP: 611-11238/2 Stand des NKP: 2012-02-08 Name: STAVBA HOSPODÁRSKA      |
| ja   | Datei hochladen | Rolltor(sk) ObjektID: 611-11238/3                              | Malá Strana ul. 10 Standort KG: Zvolenská Slatina Konskr.Nr.: 277 | drevená                                  | hölzern                                                    | č. NKP: 611-11238/3 Stand des NKP: 2012-02-08 Name: BRÁNA VOZOVÁ            |
| ja   | Datei hochladen | Kirche(sk) ObjektID: 611-1144/0                                | SNP nám. 10 Standort KG: Zvolenská Slatina Konskr.Nr.:            | r.k.sv.Kríža                             | römisch-katholische Kirche zum heiligen Kreuz              | č. NKP: 611-1144/0 Stand des NKP: 2012-02-08 Name: KOSTOL                   |
| ja   | Datei hochladen | Getreidespeicher(sk) ObjektID: 611-10981/0                     | SNP ul. Standort KG: Zvolenská Slatina Konskr.Nr.:                | murovaná                                 |                                                            | č. NKP: 611-10981/0 Stand des NKP: 2012-02-08 Name: SÝPKA                   |
| ja   | Datei hochladen | Gedenkschule(sk) ObjektID: 611-11390/1                         | SNP ul. 12 Standort KG: Zvolenská Slatina Konskr.Nr.:             | základná - 1872-1944,hud.skladatel       | Grundschule, Mikuláš Moyzes Komponist                      | č. NKP: 611-11390/1 Stand des NKP: 2012-02-08 Name: ŠKOLA PAMÄTNÁ           |
| ja   | Datei hochladen | Gedenktafel(sk) ObjektID: 611-11390/2                          | SNP ul. 12 Standort KG: Zvolenská Slatina Konskr.Nr.:             | Moyzes Mikuláš - 1872-1944,hud.skladatel | Gedenktafel an den Pädagogen und Organisten Mikuláš Moyzes | č. NKP: 611-11390/2 Stand des NKP: 2012-02-08 Name: TABULA PAMÄTNÁ          |
| BW   | Datei hochladen | Gebäude in regionaltypischem Baustil(sk) ObjektID: 611-11037/0 | SNP ul. 61 Standort KG: Zvolenská Slatina Konskr.Nr.: 267         | kamen                                    |                                                            | č. NKP: 611-11037/0 Stand des NKP: 2012-02-08 Name: DOM LUDOVÝ              |
| ja   | Datei hochladen | Kirche(sk) ObjektID: 611-1145/0                                | Školská ul. 3 Standort KG: Zvolenská Slatina Konskr.Nr.: 425      | ev.a.v.                                  | evangelische Kirche                                        | č. NKP: 611-1145/0 Stand des NKP: 2012-02-08 Name: KOSTOL                   |
| ja   | Datei hochladen | Gebäude in regionaltypischem Baustil(sk) ObjektID: 611-11074/0 | Vansovej ul. 9 Standort KG: Zvolenská Slatina Konskr.Nr.: 588     | kamen                                    |                                                            | č. NKP: 611-11074/0 Stand des NKP: 2012-02-08 Name: DOM LUDOVÝ S HOSP.CAST. |

## Legende
Die Tabelle enthält im Einzelnen folgende Informationen:
| Foto:                    | Fotografie des Denkmals. |
| Denkmal / č. ÚZPF:       | Die Übersetzung der Bezeichnung des Denkmals, wie sie vom Slowakischen Denkmalamt (Pamiatkový úrad Slovenskej republiky) verwendet wird. Die Originalbezeichnung ist unter dem Fragezeichen angegeben. Fehlt die Übersetzung, so wird die Originalbezeichnung direkt angezeigt. Weiters ist die Objekt-Identifikationsnummer (Objekt ID) angeführt. Sie ist die offizielle, in der Slowakei eindeutige Nummer č. ÚZPF inklusive der zugehörigen Zählnummer, wie sie in den Daten des Denkmalamtes angegeben wird. Da diese nur innerhalb eines Landkreises gezählt wird, ist dessen Nummer der Denkmalnummer vorangestellt. |
| Standort:                | Wenn in der Liste vorhanden, ist die Adresse angegeben. In Klammern kann sich noch eine zusätzliche Adresse befinden, wenn es beispielsweise ein Eckhaus ist. Bei freistehenden Objekten ohne Adresse (zum Beispiel bei Bildstöcken) ist eine Adresse angegeben, die in der Nähe des Objekts liegt. Durch Aufruf des Links Standort wird die Lage des Denkmals in verschiedenen Kartenprojekten angezeigt. Darunter sind die Katastralgemeinde (KG) und, wenn vorhanden, die Konskriptionsnummer (Konskr. Nr.) angegeben.                                                                                                   |
| Offizielle Beschreibung: | Es ist die Kurzbeschreibung auf Slowakisch, wie sie in den offiziellen Listen angegeben ist, eingetragen. |
| Beschreibung:            | Kurze Angaben zum Denkmal auf Deutsch. |
| Metadaten:               | Zusätzlich werden, wenn in den persönlichen Einstellungen das Helferlein Dauerhaftes Einblenden von Metadaten aktiviert ist, ebensolche angezeigt. |

- Karte mit allen Koordinaten:
- OSM |
- WikiMap